# Paul von Nicolay
Pavel "Paul" Andrejevitj von Nicolay (født 17. juni 1777 i Sankt Petersborg, død 28. april 1866 på Monrepos ved Viborg, Storhertugdømmet Finland) var en russisk baron og diplomat, far til Nikolaj Pavlovitj von Nicolay.

## Karriere
Paul von Nicolay var eneste søn af Ludwig Heinrich von Nicolay, som blev russisk baron 1797, og Johanna Margarethe Poggenpohl og fik sit navn til ære for kronprins, senere zar Paul. Han blev russisk statsråd og var russisk gesandt i London, Stockholm og til sidst i København 1817-47. I 1829 blev han - der allerede var russisk baron - ophøjet til baron af Storhertugdømmet Finland. Han tog i 1847 afsked fra statstjenesten og bosatte sig på sin herregård Mon Repos i Viborg, Finland.

## Ægteskab
Paul von Nicolay ægtede i 1811 prinsesse Alexandrine Simplicie de Broglie-Revel (1787-1824). Han fik med hende seks børn:
1. Marie Louise Simplicie Pauline von Nicolay, gift von Baranoff (1812-1877)
2. Octavie Johanna Katarina von Nicolay (1813-1896)
3. Alexandrine Catherine Henriette von Nicolay (1814-1886), gift 1844 med Adrien Gabriel Gaudin de Villaine og bedstemor til Renée Elton Maud
4. Nicolaus "Nikolaj" Armand Mikael baron von Nicolay (1818-1869), diplomat
5. Leontii "Louis" Pavlovitj Ernst baron von Nicolay (1820-1891), opgav i en alder af 48 en militærkarriere og lod sig optage i klosteret La Grande Chartreuse ved Grenoble
6. Alexander Pavlovitj baron von Nicolay (1821-1899), som beklædte høje poster i Rusland